# محمد جبولي
محمد جبولي هو ممثل سوري راحل، شارك في العديد من المسلسلات السورية.
| تاريخ الميلاد= 1939
| تاريخ الوفاة= 2023 (84 سنة) دمشق

## الأعمال
- سلطانة (فيلم) (1966)
- حصاد السنين (1985)
- هجرة القلوب إلى القلوب (1990) بدور أبو سالم
- الدغري (1992) بدور أبو أسعد
- أحلام أبو الهنا (1996)
- الخطوات الصعبة (1995)
- نهارات الدفلي (1995)
- عز الدين القسام (1981) بدور محمود أبو زعرورة
- مرايا
- حارة نسيها الزمن ( 1988 ) بدور المختار أبو تحسين